# Aaron Popoola
Aaron Popoola (* 22. März 1942 in Accra) ist ein ehemaliger ghanaischer Boxer, der an den Olympischen Sommerspielen 1968 in der Weltergewichtsklasse (67 Kilogramm) antrat. Der 168 Zentimeter große Popoola trat für den Verein Accra Hearts of Oak an.
Bei den Commonwealth Games 1962 unterlag Popoola dem Kenianer Ali Juma im Viertelfinale der 57-Kilogramm-Klasse nach Punkten. Bei den Wettbewerben 1966 konnte der Ghanaer nach einem Halbfinalsieg über Ray Maguire aus Australien oder Alex Odhiambo aus Uganda das Finale der 63,5-Kilogramm-Klasse erreichen, wo er dem Nordiren Jim McCourt nach Punkten unterlag. Ebenfalls im Jahr 1966 nahm er an der Afrikameisterschaft teil, wo er das Finale der 63,5-Kilogramm-Klasse gegen Ernest Dong (Kamerun) für sich entscheiden konnte.
Des Weiteren trat der Ghanaer bei einem Länderkampf 1962 in Bydgoszcz gegen den Polen Piotr Gutman, wo er nach Punkten verlor. Eine Punktniederlage kassierte er ebenso beim Länderkampf im selben Jahr in Stettin gegen Gutmans Landsmann Jerzy Adamski. Beide Kämpfe wurden im Federgewicht ausgetragen.
Bei den Olympischen Sommerspielen 1968 erreichte Popoola mit einem Freilos die zweite Runde, wo er dem Türken Celal Sandal mit 2:3 Runden nach Punkten unterlag.